# 大溝藩
大溝藩（日语：／ Ōmizo han */?）是位於近江國高島郡（今滋賀縣高島市勝野）的一個藩，藩廳是大溝陣屋。藩主是分部氏。1619年伊勢上野藩藩主分部光信入主該地後，分部氏維持管治到廢藩置縣為主。

## 歷代藩主
外樣，2萬石。
1. 分部光信（1619年-1643年）
2. 分部嘉治（1643年-1658年）
3. 分部嘉高（1658年-1667年）
4. 分部信政（1667年-1714年）
5. 分部光忠（1714年-1731年）
6. 分部光命（1731年-1754年）
7. 分部光庸（1754年-1785年）
8. 分部光賓（1785年-1808年）
9. 分部光邦（1808年-1810年）
10. 分部光寧（1810年-1831年）
11. 分部光貞（1831年-1870年）
12. 分部光謙（1870年-1871年）